# Школа Юе-Кун Пао
Школа Юе-Кун Пао (спрощ.: 上海民办包玉刚实验学校; піньїнь: Shànghǎi Mínbàn Bāo Yùgāng Shíyàn Xuéxiào), (англ. YK Pao School) — двомовна (англійська/китайська мови) школа, обидва кампуси якої розташовані в Шанхаї (КНР). Школу засновано в 2007 році і названо на честь і в пам'ять про відомого китайського патріота, підприємця, філантропа і ентузіаста освітніх проектів, сера Юе-Кун Пао.

## Коротка історія
У 2007 році, в ознаменування 90-ї річниці з дня народження сера Пао, його старша дочка, професор Пао Цін (Анна Сохмен), пані Тан Фу-Юн і онук сера Пао  — пан Су Веньцзюнь заснували в Шанхаї експериментальну школу.
у 2009-му школа переїхала у свій новий кампус на вул. Вудін-Захід, що у районі Чаннін, який було офіційно відкрито у 2010. Цього ж року було заплпновано будівництво другого кампусу у тематичному англійському Містечку Темза, яке на той час розбудовували у районі Сунцзян Шанхая.
У 2011-му другий кампус був офіційно відкритий. У першому кампусі розмістилися учні початкових, а у другому — середніх і старших класів.
2 лютого 2015-го школа отримала статус «міжнародної школи», приєднавшись до системи навчальних програм «IB World School» (укр. «Світова школа міжнародного бакалаврату»), успішно пройшовши процедури авторизації некомерційним освітнім фондом «International Baccalaureate®»

## Опис
Школа двомовна, бікультурна (учні навчаються у англійських та у китайських групах) та інтернаціональна. У ній навчаються як місцеві діти, так і діти із 18-ти країн світу та різних регіонів Китаю. Учні із віддалених регіонів можуть вибирати режим інтернату, аналогічний режимам у британських та американських школах-інтернатах.
Школа готує своїх випускників до вступу до університетів світового класу і працює у тісній співпраці із аналогічними всесвітньо відомими школами, наприклад такими, як Ітонський коледж (англ. Eton College), Оксфордська початкова школа (англ. Oxford Dragon School) та ін.
У школі діє Кембриджська міжнародна система оцінювання (Cambridge International Examinations), що забезпечує довіру до якості освіти та визнання отриманих дипломів і атестатів. Свідоцтва про освітні рівні визнаються у тих країнах, які прийняли у своїх національних освітніх системах аналогічні навчальні програми. Школа є членом Ради міжнародних шкіл (англ. Council of International Schools — «CIS»).
Школа є членом міжнародної освітньої організації «Кругла площа» (англ. Round Square Conference of Schools), у яку об'єдналися школи, що поділяють та реалізують у навчанні та у суспільному житті освітні і виховні принципи Курта Хана.